# Mus mayori
Mus mayori es una especie de roedor de la familia Muridae.

## Distribución geográfica
Es endémico de las selvas de Sri Lanka.

## Estado de conservación
Se encuentra amenazada de extinción por la pérdida de su hábitat natural.